# C19H14O10
化学式C19H14O10，摩尔质量 402.3 g/mol，可能指：
- 共斑点酸，CAS号：30287-05-9
- 周斑点酸，CAS号：331812-35-2

|  | 这个同类索引页列出了具有相同分子式的化学物（即同分異構體）条目。 除非您是有意链接至本页，否则应将相应条目的内部链接指向正确的条目。 |